# Харитонов, Василий Николаевич
Василий Николаевич Харитонов (28 февраля 1922 — 27 апреля 2002) — участник Великой Отечественной войны,
командир звена 123-го истребительного авиационного полка 7-го истребительного авиационного корпуса ПВО, Герой Советского Союза.

## Биография
Родился 28 февраля 1922 года в деревне Петрово ныне Серебряно-Прудского района Московской области в крестьянской семье. В Красной Армии с 1939 года. В 1940 году окончил Борисоглебскую военную авиационную школу лётчиков.
C июня 1941 года воевал на Великой Отечественной войне. К августу 1942 года командир звена 123-го истребительного авиационного полка (7-й истребительный авиационный корпус, Войска ПВО территории страны) старший лейтенант В. Н. Xаритонов совершил 281 боевой вылет, в 58 воздушных боях лично сбил 10 и в группе 16 самолётов противника. За эти подвиги был представлен к званию Героя Советского Союза.
Указом Президиума Верховного Совета СССР от 10 февраля 1943 года за образцовое выполнение боевых заданий командования на фронте борьбы с немецко-фашистским захватчиками и проявленные при этом мужество и героизм было присвоено звание Героя Советского Союза.
Всего за годы войны совершил более 400 боевых вылетов, провёл около 80 воздушных боёв, сбил лично 18 и в группе 11 самолётов противника. В числе этих самолётов — 19 бомбардировщиков, летевших бомбить блокадный Ленинград.
В 1945 году окончил курсы усовершенствования офицерского состава, в 1955 году — лётно-тактические курсы усовершенствования офицерского состава ВВС. С 1958 года полковник в запасе, а затем в отставке.
Работал на Ленинградском объединённом авиапредприятии, 28 лет руководил полётами в аэропорту «Пулково». Состоял в Объединённом Совете ветеранов войск ПВО города, Комитете ленинградских ветеранов войны и военной службы.
Скончался 27 апреля 2002 года. Похоронен в Санкт-Петербурге на аллее кавалеров ордена Александра Невского Никольского кладбища Александро-Невской лавры.

## Награды
- Герой Советского Союза (10.02.1943);
- орден Ленина;
- три ордена Красного Знамени;
- орден Александра Невского;
- два ордена Отечественной войны 1-й степени;
- два ордена Красной Звезды;
- медали;
- почётный гражданин Санкт-Петербурга (28.01.1994)[4].

## Память
Именем Василия Харитонова назван сквер в Санкт-Петербурге между набережной канала Грибоедова и Лермонтовским проспектом.